# Stanisław Żółkiewski
Stanisław Żółkiewski   (Turynka, 1547 - Țuțora, 7 d'octubre de 1620) fou un noble polonès, magnat i comandant militar que prengué part en moltes campanyes a Polònia, a les fronteres oriental i meridional. Ocupà diversos càrrecs en l'administració de la Confederació de Polònia i Lituània, incloent el de castellà de Lviv (des del 1590), voivoda del Voivodat de Kijów i Gran Canceller de la Corona des del 1618. A partir del 1588 era hetman de camp de la Corona, essent promogut el 1613 a gran hetman. Durant la seva vida aconseguí victòries en les seves principals campanyes militars contra el Gran Ducat de Moscou, l'Imperi Otomà i els tàtars. Fou el primer invasor polonès de Rússia que assetjà Moscou i l'únic a capturar aquesta ciutat.

## Vida
Żółkiewski anà a l'escola a Lviv, rebé una bona educació i parlava llengües estrangeres. Fou secretari del rei Esteve Bathory I. Entre el 1594 i el 1596 derrotà la revolta cosaca de Severin Nalivaiko. El 1607 aturà la rebel·lió de Zebrzydowski a la batalla de Guzów. El 1610 aconseguí una altra victòria brillant a la batalla de Klúixino contra el Gran Ducat de Moscou. Després d'aquesta victòria, assetjà Moscou i capturà el tsar Vassili IV durant les dimitríades. Donava suport a l'elecció de Ladislau IV com a tsar i la idea d'una unió personal liberal entra la Confederació i el Gran Ducat de Moscou.
Des del 1612 fou professor i tutor de Stanisław Koniecpolski, futur hetman i comandant militar. El 1612 i el 1617 encapçalà campanyes militars a Moldàvia i a Ucraïna. Tot i la seva avançada edat, tenia més de 70 anys, continuà en servei actiu com a comandant fins al final de la seva vida.
Morí el 7 d'octubre de 1620 durant la retirada polonesa després de la batalla de Cecora contra els turcs a Moldàvia, prop del riu Prut, durant les Guerres dels Magnats de Moldàvia. Després de la batalla, el seu cos fou profanat, el seu cap tallat i enviat a Constantinoble com a trofeu de guerra. La seva vídua el comprà més endavant juntament amb la llibertat del seu fill, que fou captiu durant la batalla. El seu cos fou enterrat a l'Església de Sant Llorenç a Żółkiew (l'actual Jovka a Ucraïna), ciutat que ell fundà. Les pertinences de Żółkiewski, incloent el castell de Żółkiew, amb el temps foren heretades per Jakub Sobieski.

## Referències

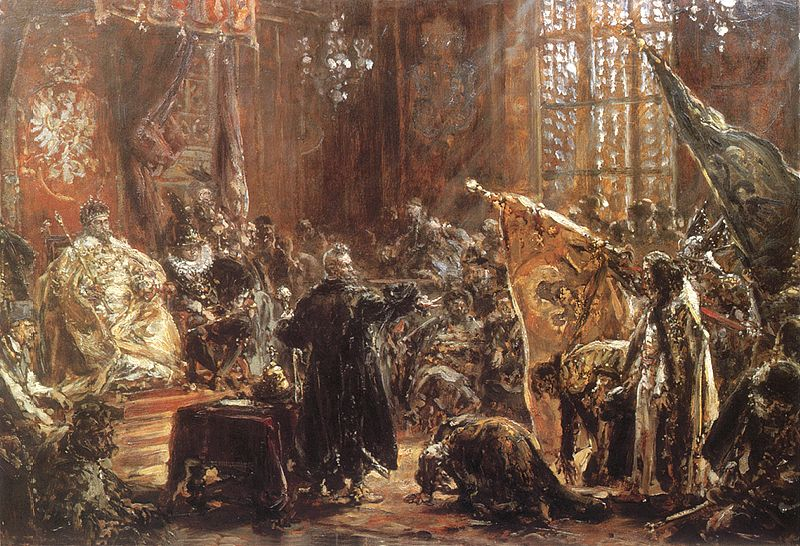
Żółkiewski obliga a agenollar-se el tsar rus Vassili IV davant del rei polonès Segimon III Vasa al Sejm el 29 d'octubre de 1611. Obra de Jan Matejko.